# Żółtodziób
Żółtodziób (ang. The Rookie) – amerykański film kryminalny z 1990 roku w reżyserii Clinta Eastwooda.

## Obsada
- Clint Eastwood − Nick Pulovski
- Charlie Sheen − David Ackerman
- Raúl Juliá − Strom
- Sônia Braga − Liesl

## Fabuła
Sierżant Nick Pulovski (Clint Eastwood), Amerykanin polskiego pochodzenia pracuje w wydziale do spraw kradzieży samochodów policji w Los Angeles. Podczas próby powstrzymania dużej dostawy kradzionych samochodów, wywiązuje się strzelanina. Partner Nicka zostaje zastrzelony przez lidera złodziei, Stroma (Raúl Juliá). Funkcjonariusz rusza za nim w pościg, lecz bezskutecznie a na dodatek omal nie ginie w karambolu na autostradzie.
Ku niezadowoleniu Nicka, sprawę przejmuje wydział zabójstw, a on sam dostaje nowego partnera, detektywa Davida Ackerman'a (Charlie Sheen), tytułowego żółtodzioba. Mimo odsunięcia od sprawy, Nick działa na własną rękę. Podczas próby zatrzymania Stroma okradającego skarbiec wraz ze swoją kobietą Liesl (Sonia Braga), ona strzela do Davida (od śmierci ratuje go kamizelka kuloodporna) natomiast Pulovski zostaje uprowadzony.
Za uwolnienie Nicka porywacze żądają wysokiego okupu, nie dając żadnej gwarancji, że będzie żył. Wściekły Ackerman prosi o pieniądze ojca, z którym od śmierci swojego brata nie żyje w dobrych stosunkach. Jednocześnie szuka na własną rękę sposobu uwolnienia partnera, a także musi chronić swoją dziewczynę, śladem której podąża płatny zabójca. Chce tym samym odzyskać respekt kolegów z pracy oraz udowodnić sobie, że potrafi być twardym gliniarzem.